# Adek Jankielewicz

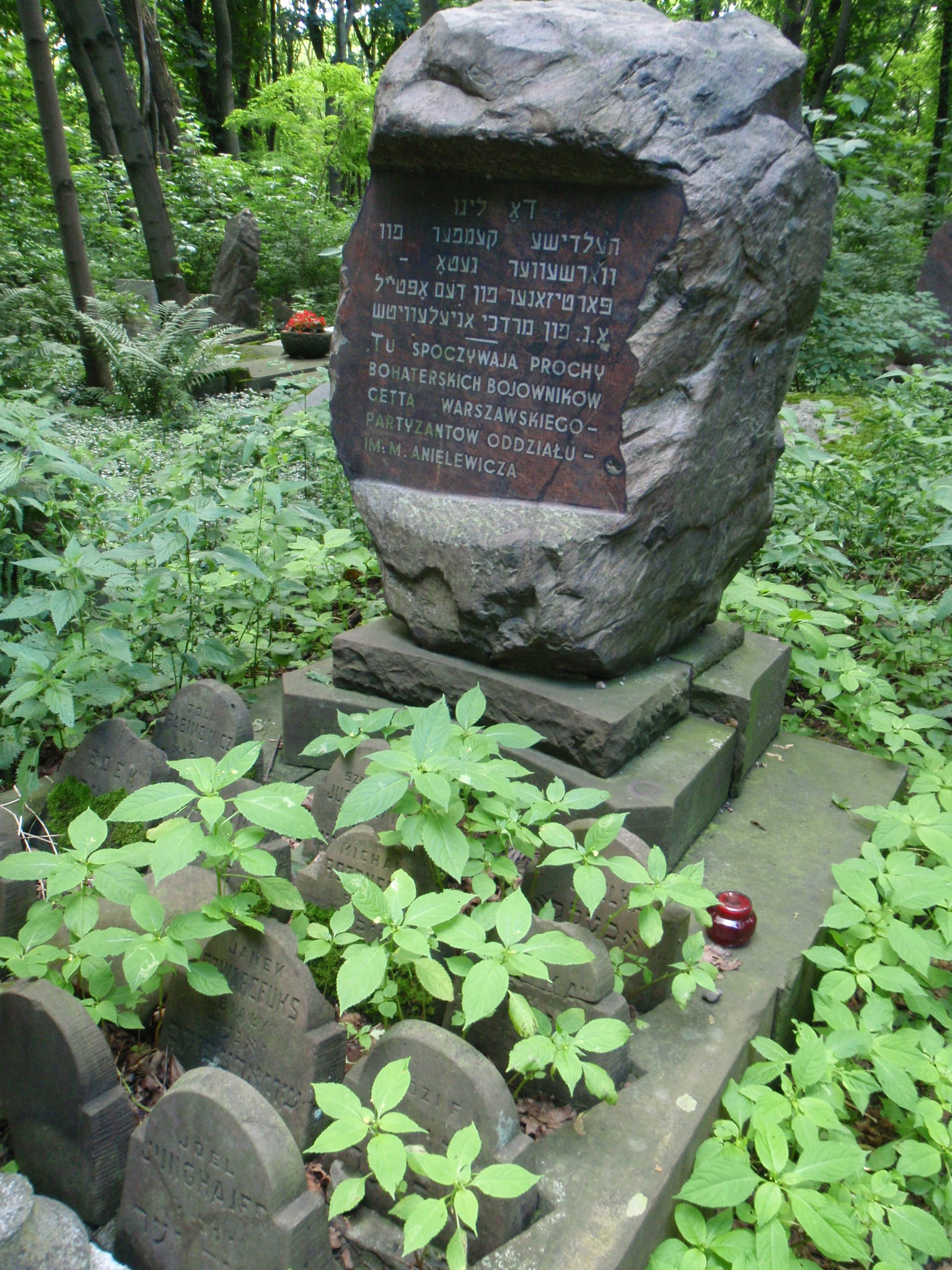
Grób Adka Jankielewicza i jego towarzyszy broni na cmentarzu żydowskim w Warszawie

Adek Jankielewicz (zm. 1943) – żydowski działacz ruchu oporu podczas II wojny światowej, uczestnik powstania w getcie warszawskim, partyzant oddziału Gwardii Ludowej im. Mordechaja Anielewicza.
10 maja 1943 wraz z grupą żydowskich bojowców przedostał się kanałami na ulicę Prostą. 
Został pochowany w zbiorowym grobie partyzantów GL na cmentarzu żydowskim przy ulicy Okopowej w Warszawie (kwatera 31, rząd 3, grób 5).

## Upamiętnienie
- Nazwisko Adka Jankielewicza widnieje na tablicy pamiątkowej umieszczonej przy pomniku Ewakuacji Bojowników Getta Warszawskiego przy ulicy Prostej 51 w Warszawie.